# Sycophila mellea
Sycophila mellea är en stekelart som först beskrevs av Curtis 1831.  Sycophila mellea ingår i släktet Sycophila och familjen kragglanssteklar. Arten är reproducerande i Sverige. Inga underarter finns listade i Catalogue of Life.